# Jaromír Nevlud
Jaromír Nevlud – czechosłowacki skoczek narciarski, wicemistrz Zimowej Uniwersjady 1960, uczestnik Mistrzostw Świata w Narciarstwie Klasycznym 1962. 
W 1960 w Chamonix zdobył srebrny medal zimowej uniwersjady w konkursie skoków. Przegrał wówczas tylko z Albertem Łarionowem. W lutym 1962 Nevlud uczestniczył w mistrzostwach świata w narciarstwie klasycznym. W konkursie skoków na skoczni K-90 zajął 54. pozycję.

## Osiągnięcia

### Mistrzostwa świata
| Mistrzostwa    | Data           | Skocznia | Konkurs | Skok 1    | Skok 1 | Skok 2    | Skok 2 | Skok 3    | Skok 3 | Nota łączna | Miejsce | Strata | Zwycięzca        | Źródło |
| Mistrzostwa    | Data           | Skocznia | Konkurs | Odległość | Nota   | Odległość | Nota   | Odległość | Nota   | Nota łączna | Miejsce | Strata | Zwycięzca        | Źródło |
| -------------- | -------------- | -------- | ------- | --------- | ------ | --------- | ------ | --------- | ------ | ----------- | ------- | ------ | ---------------- | ------ |
| 1962, Zakopane | 25 lutego 1962 | duża     | ind.    | 80,5      | 89,4   | 75,0      | 81,9   | 79,0      | 87,4   | 176,8       | 54.     | 64,6   | Helmut Recknagel | [ 2 ]  |